# براون هیل، ویکتوریا
براون هیل (به انگلیسی: Brown Hill) یک حومه شهر در استرالیا است که در ویکتوریا (استرالیا) واقع شده‌است.

## حمل و نقل
براون هیل با خدمات دهی سرویس اتوبوس بالارات کار می‌کند تأمین می‌شود.